# Orde dels Ministres dels Malalts
L'Orde dels Clergues Regulars Ministres dels Malalts, en llatí Ordo Clericorum Regularium Ministrantium Infirmis és un orde religiós de clergues regulars fundat a Roma per Camillo de Lellis en 1582 i confirmat per Sixt V el 1586. Els seus membres, coneguts com a pares camils, posposen al seu nom les sigles M.I.
No s'han de confondre amb els germans camils de la Pia Unió dels Germans Missioners dels Malalts Pobres, també sota d'advocació de Sant Camil.

## Història
L'orde fou fundat per Camil de Lellis (1550-1614), soldat que, ferit a un peu, va passar un llarg període de convalescència a l'hospital de San Giacomo degli Incurabili de Roma. Durant aquest temps va decidir canviar de vida i fer vida religiosa, intentant ingressar en l'Orde dels Caputxins. Una recaiguda en la seva ferida, però, l'obligà a tornar a l'hospital. Llavors conegué Felip Neri qui, essent el seu guia espiritual, va convèncer-lo que dediqués la seva vida al servei als malalts.

### Confraria dels Servents dels Malalts
Treballà, doncs, a l'hospital de Roma, on s'encarregà de l'administració de la casa i la direcció del personal, aplicant-hi les habilitats que havia treballat a l'exèrcit. El 15 d'agost de 1582, mentre observava el treball dels infermers, va pensar d'instituir una confraria d'homes "pius i de bé" que treballessin al servei dels malalts voluntàriament i "per amor de Déu". Amb cinc companys de l'hospital que hi estaven d'acord --Ludovico Altobelli, Curzio Lodi, Bernardino Norcino, Francesco Profeta i Benigno Sauri) començà a reunir-se per pregar en un petit oratori. Pensant que la fundació requeria més solidesa, va reprendre els estudis de teologia que havia deixat feia anys al Collegio Romano i el 26 de maig de 1584 fou ordenat sacerdot.
El grup prengué el nom de Servents dels Malalts, però la resta del personal de l'hospital no els rebé bé, i Camil i els seus companys s'establiren a l'església de la Madonna dei Miracoli, al Lungotevere. El 8 de setembre de 1584 va imposar l'hàbit de clergue a Bernardino Norcino i Curzio Lodi i començaren a prestar servei a l'hospital de Santo Spirito in Sassia, prop del Vaticà. El febrer de 1585, els Servents dels Malalts van traslladar la seva seu (l'oratori on es trobaven) al carrer de Botteghe Oscure, prop de l'església de Santo Stanislao dei Polacchi.
Camil demanà el reconeixemt eclesiàstic de la comunitat al cardenal Vincenzo Laureo: fou aprovada, com a confraria dels Ministres dels Malalts el 18 de març de 1586 amb el breu Ex omnibus de Sixt V, que els autoritzava a viure en comunitat, observant els consells evangèlics de la pobresa, l'obediència i la castedat, però sense fer vots religiosos. Podien elegir-ne un superior durant tres anys i podrien exercir el seu ministeri en qualsevol hospital de Roma o a domicili. Un nou bre, Cum Nos nuper del 26 de juny de 1586, els permetia a portar una creu de drap parda vermellosa cosida a l'hàbit, al costat dret, com a element distintiu. El 24 de desembre del mateix anys, la companyia es traslladà a l'església de Santa Maria Maddalena in Campo Marzio, que esdevé la casa mare de l'institut.

### Orde regular

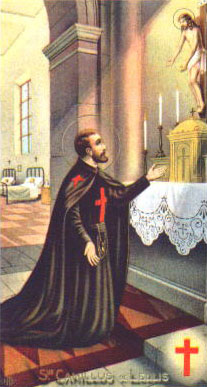
Sant Camil, amb l'hàbit de l'orde.

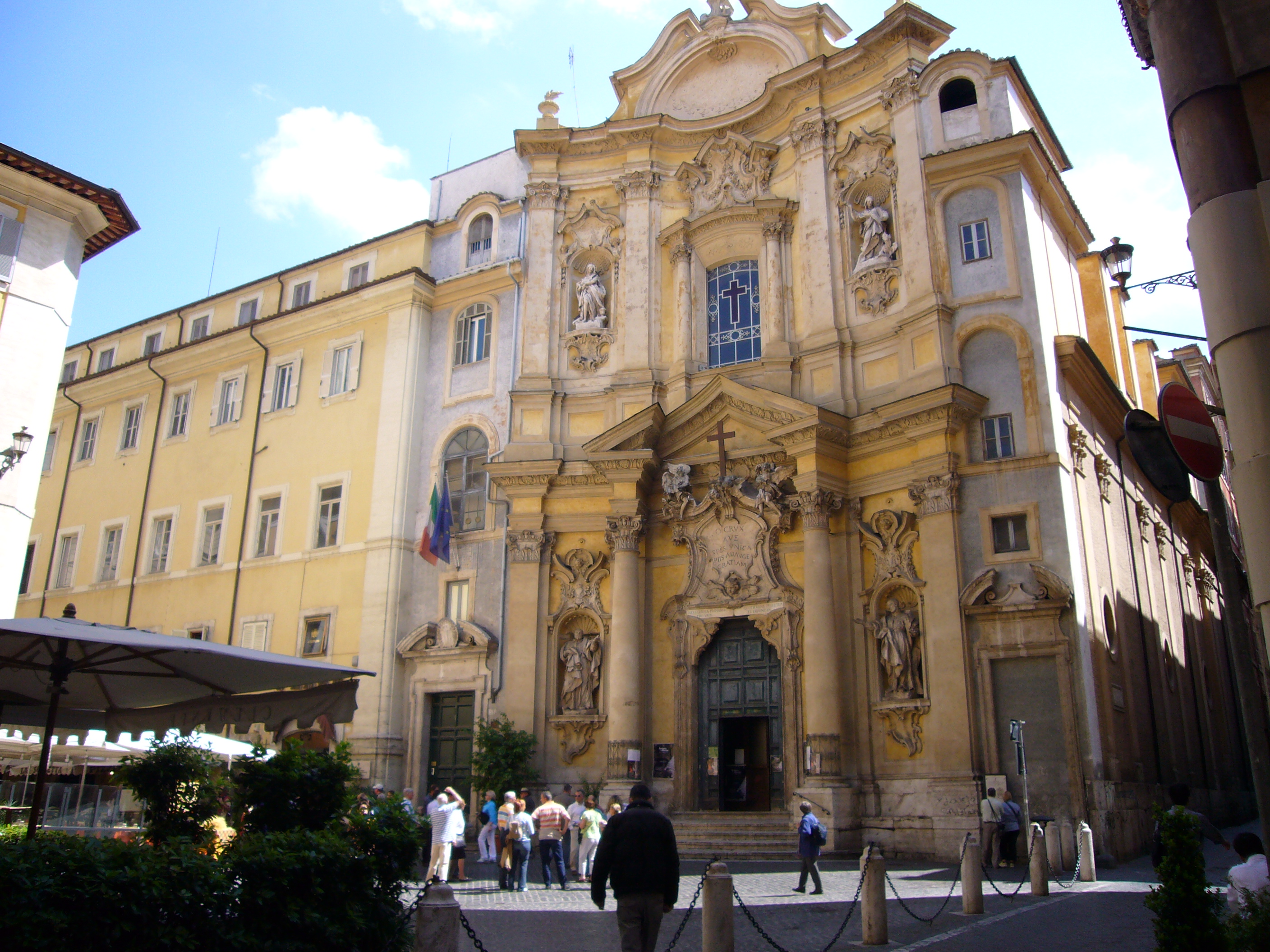
Santa Maria Maddalena de Roma, casa mare de l'orde.

Aviat la confraria va créixer i la seva fama va estendre's fora de Roma: el 1588 el virrei de Nàpols els cridà per atendre els soldats espanyols malalts en una epidèmia de tifus a Pozzuoli i el 1589 el cardenal Gabriele Paleotti els convidà a fundar una casa a Bolonya. Per evitar el problema de trobar sacerdots que havien d'ésser enviats fora de Roma, Paleotti suggerí a Camil que la confraria es convertís en orde religiós, amb vots solemnes. Camil, amb Francesco Profeta i Biagio Oppertis, va preparar-ne una regla i l'envià a la Congregació dels Ritus, que va donar un dictamen favorable.
La mort del papa, però, va endarrerir els tràmit i fou el nou papa Gregori XIV que elevà la confraria a orde amb la butlla Illius qui pro gregis del 21 de setembre de 1591, amb els privilegis dels ordes mendicants. Camil fou elegit el 7 de desembre prefecte general del nou orde i l'endemà va fer els vots solemnes davant el bisbe de Ragusa, delegat del papa Innocenci IX. Als vots tradicionals s'afegí un quart vot solemne: el d'ajudar i assistir els malalts, encara que hi hagués perill de la pròpia vida. El breu Cum sicut accepimus de 22 de febrer de 1592, de Climent VIII, va nomenar el cardenal Laureo protector del nou orde.

### Expansió
Aviat continuà l'expansió: s'obriren cases a Milà (Ospedale Maggiore di Milano, o Ca' Granda) i Gènova (Ospedale di Pammatone). Climent VIII va suggerir que també assistissin els ferits al mateix camp de batalla: el 1596 van ser enviats a Strigonio (Hongria) per atendre les tropes de Gian Francesco Aldobrandini, nebot del papa, que hi lluitaven contra els otomans.
La butlla Superna dispositione de Climent VIII, de 29 de desembre de 1600, determinava l'organització jurídica de l'orde. Els camils també destacaren en l'ajut ofert a la població en general en ocasió de desastres i epidèmies, com la de pesta de 1624 a Palerm o les inundacions de Roma de 1590.
A la mort del fundador (1614), l'orde tenia quinze cases: Roma, Nàpols, Milà, Gènova, Bolonya, Florència, Ferrara, Messina, Palerm, Màntua, Viterbo, Bucchianico, Chieti, Borgonovo Val Tidone i Caltagirone, amb 242 membres, dels quals 88 eren sacerdots.
En 1600 els camils van ésser enviats a Madrid i se'ls havia cridat a Tolosa (França); no obstant això, fins a mitjan segle xvii no s'obrí cap casa fora d'Itàlia, a Espanya (el 1693 es crea una província espanyola de l'orde) i després, a Portugal i les colònies americanes: Lima, Bolívia, Equador, Colòmbia i Mèxic).

### Declivi i renaixement
Al final del segle xviii començà un període crisi, general a tots els ordes religiosos. El 1783 Pius VI, a demanda del rei de Portugal, declarà independents les comunitats portugueses de l'orde i poc després, Josep II del Sacre Imperi Romanogermànic n'obtingué l'autonomia de les cases de l'Imperi; el 1788 se'n feren independents les de Nàpols i Sicília, i en 1793 les espanyoles i americanes. Només quedaren sota la jurisdicció de l'orde les comunitats dels Estats Pontificis, que foren suprimides per Napoleó I en 1810 i, més tard, pel Regne d'Itàlia en 1866.
Cap al final del segle xix, l'orde comença a renéixer per Europa i Amèrica; en 1946 obrí una missió a la Xina, a Yunnan, però la revolució els obligà a traslladar-la a Tailàndia i Taiwan.

### Els camils a Catalunya
El convent dels camils de Barcelona (1662) fou el primer dels Països Catalans, seguit del de València el 1765. Al carrer Més Baix de Sant Pere, 33, encara hi ha l'església de la primera seu de l'orde. Exclaustrats el 1835, el primer convent restaurat a Espanya fou el noviciat de València, instal·lat el 1893 per camils vinguts de França. El segon convent català fou el de Barcelona (1899), cremat el 1909 i que, reconstruït, funcionà en part com a clínica, del 1930 al 1936. El 1901 els camils adquiriren l'antic convent franciscà de Sant Tomàs de Riudeperes (Osona), on traslladaren el noviciat fins al 1972.

## Activitat i difusió
Els camils es dediquen a l'assistència física i espiritual als malalts, en hospitals i a domicili, vivint el precepte evangèlic de la misericòrdia envers els que pateixen.
Són presenta a Europa (Àustria, França, Alemanya, Irlanda, Itàlia, Països Baixos, Polònia, Regne Unit, Espanya, Hongria), Amèrica (Argentina, Bolívia, Brasil, Xile, Colòmbia, Equador, Haití, Mèxic, Perú, Estats Units), Àfrica (Benín, Burkina Faso, Kenya, Madagascar, Tanzània, Togo, Uganda), Àsia (Armènia, Filipines, Geòrgia, Índia, Taiwan, Tailàndia, Vietnam) i Austràlia. La seu general és a l'església de Santa Maria Maddalena de Roma.
En acabar 2005 l'orde tenia 159 cases i 1.126 religiosos, 679 dels quals sacerdots.